# Roberto Palmari
Roberto Filipe Palmari (São Paulo, 5 de juliol de 1934 - Porto Alegre, 2 d'octubre de 1992) va ser un cineasta, guionista, actor i productor de cinema brasiler.

## Premis
Festival de Gramado
- Guanyador: Millor guió, per O Predileto

La seva pel·lícula O Predileto també va guanyar el Kikito i el trofeu APCA a la millor pel·lícula. El 1979 Diário da Província va ser nominada al Kikito a la millor pel·lícula.

## Cinematografia
- Diário da Província (1978) [guionista, director, productor]
- Contos Eróticos (1977) [guionista, director] (segment "As Três Virgens")
- O Predileto (1975) [guionista, director]
- Urgente (Um Namorado Para Sheila) (1959) [actor]